# 50 Samodzielna Brygada Kolejowa
50 Samodzielna Brygada Kolejowa, ros.: 50-я отдельная железнодорожная бригада – samodzielny związek taktyczny Sił Zbrojnych Federacji Rosyjskiej, służący w Wojskach Lądowych Federacji Rosyjskiej.
Siedzibą dowództwa i sztabu brygady jest Swobodny.